# Мерены (Чимишлийский район)
Мерены (рум. Mereni, Мерень) — село в Чимишлийском районе Молдавии. Наряду с сёлами Албина и Фетица входит в состав коммуны Албина.

## География
Село расположено на высоте 157 метров над уровнем моря.

## Население
По данным переписи населения 2004 года, в селе Мерень проживает 816 человек (422 мужчины, 394 женщины).
Этнический состав села:
| Национальность | Число жителей | Процентный состав |
| -------------- | ------------- | ----------------- |
| молдаване      | 802           | 98.28             |
| украинцы       | 9             | 1.1               |
| гагаузы        | 1             | 0.12              |
| болгары        | 1             | 0.12              |
| прочие         | 3             | 0.37              |
| Всего          | 816           | 100%              |